# 13회 농심 신라면배 세계바둑 최강전
13회 농심 신라면배 세계바둑 최강전은 대한민국, 중국, 일본의 대항전으로 중국의 우승했다.  

## 대국 결과
| 대국 | 대국일자 | 대국일자  | 차전  | 장소                        | 승자            | 패자                 | 결과             | 기보                             |
| ---- | -------- | --------- | ----- | --------------------------- | --------------- | -------------------- | ---------------- | -------------------------------- |
| 1    | 2011년   | 10월 11일 | 1차전 | 중국 베이징 한국문화원      | 저우루이양 五단 | 다카오 신지 九단     | 194수 백 불계승  | [ 깨진 링크 ( 과거 내용 찾기 ) ] |
| 2    | 2011년   | 10월 12일 | 1차전 | 중국 베이징 한국문화원      | 안국현 三단     | 저우루이양 五단      | 308수 흑 3집반승 | [ 깨진 링크 ( 과거 내용 찾기 ) ] |
| 3    | 2011년   | 10월 13일 | 1차전 | 중국 베이징 한국문화원      | 안국현 三단     | 사카이 히데유키 八단 | 116수 백 불계승  | [ 깨진 링크 ( 과거 내용 찾기 ) ] |
| 4    | 2011년   | 10월 14일 | 1차전 | 중국 베이징 한국문화원      | 탄샤오 五단     | 안국현 三단          | 206수 백 불계승  | [ 깨진 링크 ( 과거 내용 찾기 ) ] |
| 5    | 2011년   | 11월 28일 | 2차전 | 부산 농심호텔               | 탄샤오 五단     | 하네 나오키 九단     | 253수 흑 불계승  | [ 깨진 링크 ( 과거 내용 찾기 ) ] |
| 6    | 2011년   | 11월 29일 | 2차전 | 부산 농심호텔               | 탄샤오 五단     | 강유택 四단          | 302수 백 4집반승 | [ 깨진 링크 ( 과거 내용 찾기 ) ] |
| 7    | 2011년   | 11월 30일 | 2차전 | 부산 농심호텔               | 탄샤오 五단     | 유키 사토시 九단     | 151수 흑 불계승  | [ 깨진 링크 ( 과거 내용 찾기 ) ] |
| 8    | 2011년   | 12월 1일  | 2차전 | 부산 농심호텔               | 김지석 七단     | 탄샤오 五단          | 267수 백 3집반승 | [ 깨진 링크 ( 과거 내용 찾기 ) ] |
| 9    | 2011년   | 12월 2일  | 2차전 | 부산 농심호텔               | 김지석 七단     | 야마시타 게이고 九단 | 186수 백 불계승  | [ 깨진 링크 ( 과거 내용 찾기 ) ] |
| 10   | 2011년   | 12월 3일  | 2차전 | 부산 농심호텔               | 김지석 七단     | 박문요 九단          | 141수 흑 불계승  | [ 깨진 링크 ( 과거 내용 찾기 ) ] |
| 11   | 2012년   | 2월 21일  | 3차전 | 중국 상하이 화팅(華亭) 호텔 | 김지석 七단     | 구리 九단            | 203수 흑 불계승  | [ 깨진 링크 ( 과거 내용 찾기 ) ] |
| 12   | 2012년   | 2월 22일  | 3차전 | 중국 상하이 화팅(華亭) 호텔 | 셰허 七단       | 김지석 七단          | 272수 백 1집반승 | [ 깨진 링크 ( 과거 내용 찾기 ) ] |
| 13   | 2012년   | 2월 23일  | 3차전 | 중국 상하이 화팅(華亭) 호텔 | 셰허 七단       | 원성진 九단          | 166수 백 불계승  | [ 깨진 링크 ( 과거 내용 찾기 ) ] |
| 14   | 2012년   | 2월 24일  | 3차전 | 중국 상하이 화팅(華亭) 호텔 | 셰허 七단       | 이창호 九단          | 321수 흑 3집반승 | [ 깨진 링크 ( 과거 내용 찾기 ) ] |

결과: 중국 우승 (8승 4패), 대한민국 준우승 (6승 5패), 일본 3위 (0승 5패)